# César Tsasa-di-Ntumba
César Tsasa-di-Ntumba est un homme politique kino-congolais. Il a été le gouverneur de la province du Bas-Congo de 2001 jusqu'en octobre 2006. Il a aussi été député national, élu de la circonscription électorale de Lukula dans le Bas-Congo,.